# Кайла Росс
Кайла Росс  (англ. Kyla Ross; 24 жовтня 1996) — американська гімнастка, олімпійська чемпіонка.

## Виступи на Олімпіадах
| Олімпіада   | Дисципліна        | Місце   |
| ----------- | ----------------- | ------- |
| Лондон 2012 | командний залік   | 1       |
| Лондон 2012 | вільні врави      | 34 r1/2 |
| Лондон 2012 | різновисокі бруси | 11 r1/2 |
| Лондон 2012 | колода            | 6 r1/2  |